# Afrophyla
Afrophyla là một chi bướm đêm thuộc họ Geometridae.

## Các loài
- Afrophyla vethi (Snellen, 1886)